# چشمه‌های آب گرم یونویاما

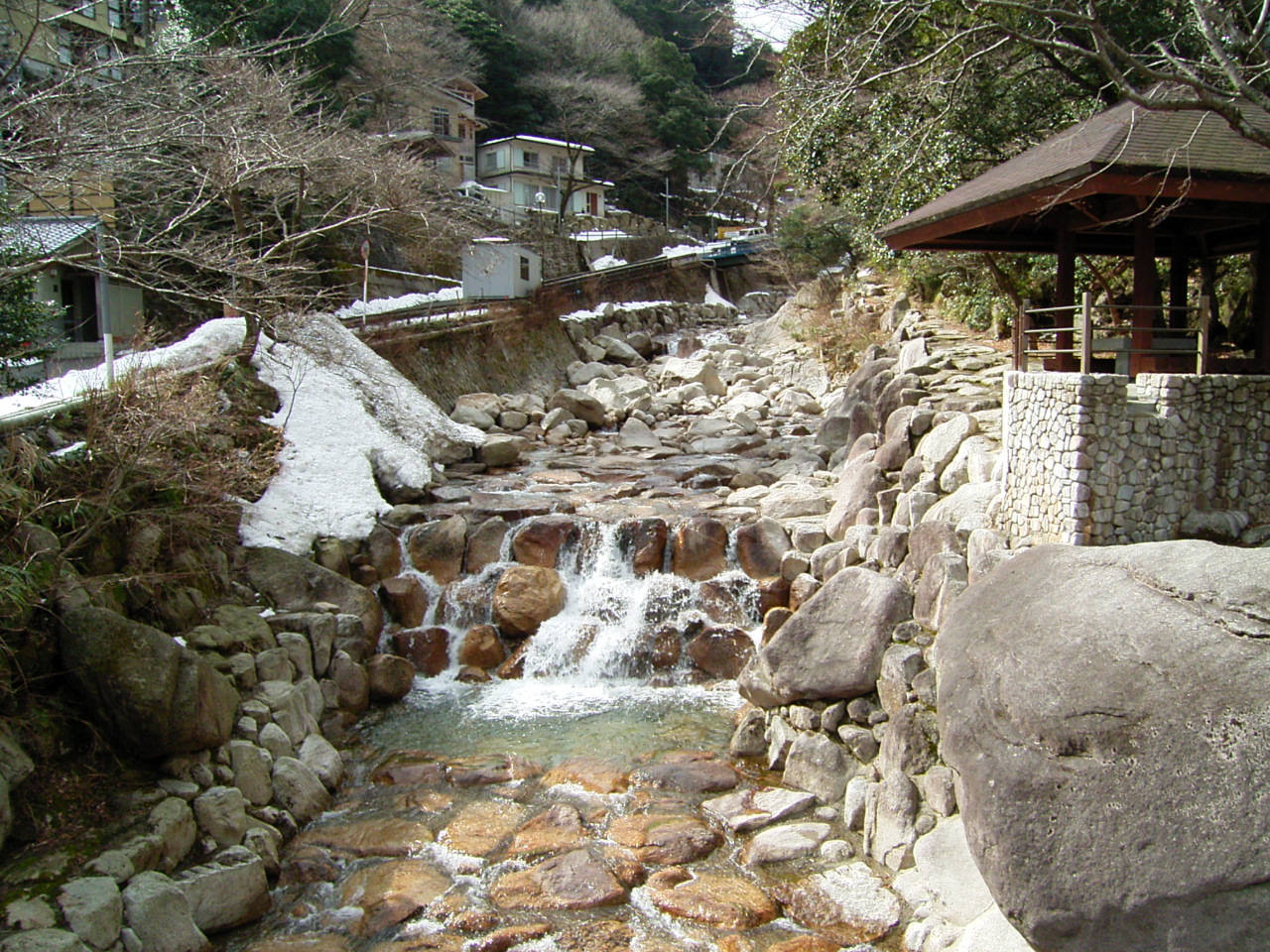

چشمه‌های آب گرم یونویاما (به ژاپنی: 湯の山温泉 Yunoyama Onsen) در کوه گوزایشو در کومونو، میئه در استان میه قرار دارد. این منطقه در محدوده پارک شبه‌ملی سوزوکا قرار دارد.
از دوره نارا یک مقصد توریستی بوده‌است و به دلیل دسترسی آسان از طریق خط راه‌آهن کینتتسو برای مسافران به ویژه از ناگویا، اوساکا و کیوتو همچنان محبوب است.